# إسفنجاويات
إسفنجاويات (الاسم العلمي: Chromodorididae) هي فصيلة، في رتبة عاريات الخيشوم.

## أصنوفات
الأصنوفات الأدنى لهذا الكائن:
- كود سباركل
- تحديث القائمة

جنس:سفناج 
اسم علمي: Chromodoris

جنس:Ardeadoris 
اسم علمي: Ardeadoris

جنس:Berlanguella 
اسم علمي: Berlanguella

جنس:Cadlina 
اسم علمي: Cadlina

جنس:Cadlinella 
اسم علمي: Cadlinella

جنس:Ceratosoma 
اسم علمي: Ceratosoma

جنس:Digidentis 
اسم علمي: Digidentis

جنس:Diversidoris 
اسم علمي: Diversidoris

جنس:Doriprismatica 
اسم علمي: Doriprismatica

جنس:Durvilledoris 
اسم علمي: Durvilledoris

جنس:Felimare 
اسم علمي: Felimare

جنس:Felimida 
اسم علمي: Felimida

جنس:Glossodoris 
اسم علمي: Glossodoris

جنس:Goniobranchus 
اسم علمي: Goniobranchus

جنس:Gruvelia 
اسم علمي: Gruvelia

جنس:Hypselodoris 
اسم علمي: Hypselodoris

جنس:Mexichromis 
اسم علمي: Mexichromis

جنس:Miamira 
اسم علمي: Miamira

جنس:Noumea 
اسم علمي: Noumea

جنس:Pectenodoris 
اسم علمي: Pectenodoris

جنس:Risbecia 
اسم علمي: Risbecia

جنس:Thorunna 
اسم علمي: Thorunna

جنس:Tyrinna 
اسم علمي: Tyrinna

جنس:Verconia 
اسم علمي: Verconia